# Amiota allemandi
Amiota allemandi är en tvåvingeart som beskrevs av Bachli, Vilela och Haring 2002. Amiota allemandi ingår i släktet Amiota och familjen daggflugor.
Artens utbredningsområde är Turkiet. Inga underarter finns listade i Catalogue of Life.